# 바늘 구멍 (영화)
바늘 구멍(Eye Of The Needle)은 영국에서 제작된 리차드 마퀀드 감독의 1981년 스릴러 영화이다. 도날드 서덜랜드 등이 주연으로 출연하였고 스티븐 프리드먼 등이 제작에 참여하였다.
이 영화는 켄 폴릿의 1978년 소설 아이 오브 더 니들(Eye of the Needle)에 기반을 둔다. 이 영화는 제2차 세계 대전 중 영국의 한 독일의 첩자에 관한 내용을 다룬다.

## 줄거리
헨리 파버는 ‘바늘’이라는 별명을 가진 냉철한 독일 스파이로, 단검을 사용해 조용히 적을 제거하는 인물이다. 그는 영국에서 연합군이 노르망디 상륙작전을 은폐하기 위해 벌인 대규모 기만 작전을 간파하고, 그 정보를 독일에 전달하려 하지만 뜻대로 되지 않는다. 영국 정보기관 MI5는 그가 정보를 전달하기 전에 그를 막기 위해 추적을 시작한다.
파버는 스코틀랜드 외딴 섬인 스톰 아일랜드로 피신해 잠수함과 접선하려 하지만, 악천후로 인해 섬에 고립된다. 그곳에서 그는 루시라는 젊은 여성을 만나고, 루시의 남편인 전직 조종사 데이비드, 어린 아들 조, 그리고 섬의 등대를 관리하는 노인 톰과 함께 지내게 된다.
루시는 사고로 하반신이 마비된 남편과 소원한 상태였고, 외로움 속에서 파버와 하룻밤 사이에 관계를 맺는다. 하지만 데이비드는 파버의 정체를 의심하게 되고, 그가 지니고 있던 필름통을 발견한 후 대면하게 된다. 파버는 데이비드를 절벽 아래로 밀어 살해하고, 톰마저도 무선으로 잠수함과 연락하려는 장면을 들켜 살해한다.
남편의 시신을 발견한 루시는 파버의 거짓말을 눈치채고 아들과 함께 도망친다. 그녀는 톰의 무전기로 본토와 연락하여 도움을 요청하지만, 급히 송신기를 파괴하라는 지시를 받고 혼란에 빠진다. 파버는 무전기를 사용하려 들고, 루시는 그를 막기 위해 전기 퓨즈를 날려 송신을 중단시킨다.
정보를 전하지 못하게 된 파버는 루시를 해치지 않고 해안으로 향하지만, 루시는 남편의 권총을 들고 그를 뒤쫓는다. 그녀는 그를 저지하려 애쓰고, 결국 그를 향해 총을 쏴 사망에 이르게 한다. 모든 일이 끝난 뒤, 루시는 지쳐 무릎을 꿇고 눈물을 흘린다.

## 출연

### 주연
- 도날드 서덜랜드 - 헨리 파버 역
- 케이트 넬리건 - 루시 로즈 역
- 이안 배넌 - 고들리먼 경감 역
- 크리스토퍼 카제노브 - 데이비드 로즈 역

### 조연
- 스티븐 맥케나 – 중위 역
- 필립 마틴 브라운 – 빌리 파킨 역
- 조지 벨빈 – 루시의 아버지 역
- 페이스 브룩 – 루시의 어머니 역
- 바버라 그레이리 – 데이비드의 어머니 역
- 아서 러브그로브 – 피터슨 역
- 바버라 유잉 – 가든 부인 역
- 패트릭 코너 – 해리스 경감 역
- 데이비드 헤이먼 – 캔터 역
- 알렉스 맥크린들 – 톰 역
- 존 베넷 – 클라인만 역
- 샘 키드 – 수문지기 역
- 존 폴 – 홈 가드 대장 역
- 빌 나이 – 블렌킨솝 비행대장 역
- 조너선 & 니콜라스 헤일리 (쌍둥이 형제) – 조 (데이비드와 루시의 아들) 역
- 앨런 서티스 – 테리 대령 역
- 릭 메이올 – 기차 안의 선원 역
- 루퍼트 프레이저 – 뮐러 역

## 제작진
- 원작자: 켄 폴릿
- 미술: 윌프리드 싱글톤